# Goro Shimura
Gorō Shimura (Japans: 志村 五郎 Shimura Gorō) (Hamamatsu, 23 februari 1930 – Osaka, 3 mei 2019) was een Japans wiskundige. Hij was professor in de wiskunde en bekleedde de Michael Henry Strater-leerstoel aan de Universiteit van Princeton.

## Leven
Shimura groeide op in de binnenstad van Tokio, niet ver van Shinjuku. Hij was de jongste zoon in een gezin met vijf kinderen. Hij bezocht een elite lagere school en een elite middenschool. Vanaf eind 1944 werd zijn leven sterk beïnvloed door de Tweede Wereldoorlog. Zijn ouderlijk huis en zijn scholen werden door Amerikaanse bombardementen verwoest. In de laatste tien maanden van de oorlog waren de scholen gesloten en werkte Shimura onder andere in de vliegtuigindustrie. Hij verkreeg in die periode een grote ervaring in het graven van ondergrondse schuilkelders. Vanaf deze periode bestudeerde hij buiten het schoolcurriculum om wiskundeboeken, waaronder Van der Waerdens' Moderne algebra. Van 1949 tot 1952 studeerde hij wiskunde aan de Universiteit van Tokio.
In 1958 trad hij in het huwelijk met Chinkako Ishiguro. Het echtpaar had een zoon en een dochter. Zijn belangrijkste werk dateert uit de periode tussen het midden van de jaren vijftig en 1972.
Zijn contacten met André Weil vanaf 1954 waren van grote invloed op zijn carrière. Vanaf 1957 verbleef hij achtereenvolgens in Parijs en aan het Institute for Advanced Study in Princeton, met een tussenstop in Edinburgh. Na in 1959 te zijn teruggekeerd naar Japan, was hij daar eerst assistent-hoogleraar aan de Universiteit van Tokio. In 1961 werd hij hoogleraar aan de universiteit van Osaka. Op voorspraak van André Weil werd hij in 1964 tot hoogleraar benoemd aan de Universiteit van Princeton. Aan dat instituut bleef hij tot aan zijn emeritaat verbonden. Als een van de reden dat hij niet naar Japan is teruggekeerd geeft hij de gebrekkige verwarming van Japanse huizen op. Door zijn magere postuur kon hij daar slecht tegen.
Hij was een vriend en collega van Yutaka Taniyama, met wie hij het eerste boek schreef over de complexe vermenigvuldiging van abeliaanse variëteiten en het vermoeden van Taniyama-Shimura formuleerde.
Shimura's formulering van het vermoeden van Taniyama-Shimura (later bekend als het modulariteitstheorema) in de jaren 1950 speelde een sleutelrol in het bewijs van de laatste stelling van Fermat door Andrew Wiles in 1995. In 1990 bewees Kenneth Ribet de stelling van Ribet, die aantoonde dat Fermat's laatste stelling volgde uit het semistabiele geval van dit vermoeden. Shimura merkte droogjes op dat zijn eerste reactie bij het horen van Andrew Wiles' bewijs van het semistabiele geval 'I told you so' was.
Onder de vele eerbewijzen en prijzen die Shimura ontving waren in 1976 de Cole-prijs voor getaltheorie en in 1996 de Steele-prijs voor zijn prestaties gedurende zijn leven. Beide werden hem toegekend door de American Mathematical Society. Zijn Verzamelde werken zijn in 2008 in vijf delen gepubliceerd door Ten Speed Press.
Zijn hobby's waren shogi-problemen van extreme lengte en het verzamelen van Imari-porselein. The Story of Imari: The Symbols and Mysteries of Antique Japanese Porcelain is een non-fictie werk van Shimura dat in 2008 werd uitgegeven. In 2008 verscheen zijn autobiografie, The Map of My Life. In dit boek kraakt hij een aantal harde noten. Over een aantal collega-wiskundigen zegt hij vrij direct dat hij geen hoge pet van hen op heeft.

## Werk
Shimura was een collega en een vriend van Yutaka Taniyama. Zij schreven een boek over de complexe vermenigvuldiging van abelse variëteiten, een onderzoeksgebied waar zij samen de basis voor hebben gelegd.
Hij werd beïnvloed door het werk van Carl Ludwig Siegel, André Weil, Martin Eichler, Claude Chevalley en Erich Hecke.

## Werken

### Wiskundige boeken
- The Map of My Life, Springer, 2008, ISBN 978-0-387-79714-4 (autobiografie)
- Automorphic functions and number theory, Springer 1968
- Euler Products and Eisenstein Series, American Mathematical Society, 1997
- Introduction to the arithmetic theory of automorphic functions, Princeton University Press 1971
- met Taniyama: Complex multiplication of abelian varieties and its applications to number theory, Mathematical Society of Japan, Tokio 1961
- On the Fourier coefficients of modular forms of several variables, Göttingen, Vandenhoeck und Ruprecht 1975
- Abelian varieties with complex multiplication and modular functions, Princeton University Press 1999
- Arithmetic and analytic theory of quadratic forms and Clifford Groups, AMS 2004
- Arithmeticity in the theory of automorphic forms, AMS 2000
- Arithmetic of quadratic forms, Springer 2010

### Non-fictie
- The Story of Imari: The Symbols and Mysteries of Antique Japanese Porcelain, Hardcover. Ten Speed Press (1 juni 2008). ISBN 978-1-58008-896-1.
- The Map of My Life, Hardcover. Springer-Verlag, Berlin (5 september 2008). ISBN 978-0-387-79714-4.
  - The Map of My Life, Paperback. Springer New York (28 december 2009). ISBN 978-1-4419-2724-8.

### Verzamelde werken
- Collected Papers, Hardcover. Springer (2002). ISBN 978-0-387-95406-6.
- Collected Papers, Hardcover. Springer (2002). ISBN 978-0-387-95416-5.
- Collected Papers, Hardcover. Springer (2003). ISBN 978-0-387-95417-2.
- Collected Papers, Hardcover. Springer (2003). ISBN 978-0-387-95418-9.